# Maria Teresa di Braganza (1855-1944)
Maria Teresa di Braganza, (portoghese: Maria Teresa da Imaculada Conceição Fernanda Eulália Leopoldina Adelaide Isabel Carolina Micaela Rafaela Gabriela Francisca de Assis de Paula Gonzaga Inês Sofia Bartolomeu dos Anjos de Bragança e Löwenstein-Wertheim-Rosenberg) (Kleinheubach, 24 agosto 1855 – Vienna, 12 febbraio 1944), nata infanta di Portogallo, divenne arciduchessa d'Austria per matrimonio.

## Biografia

### Infanzia
Suo padre era il re deposto del Portogallo Michele I (1802-1866), figlio del re Giovanni VI di Portogallo e della regina Carlotta Gioacchina di Borbone-Spagna; sua madre era la principessa Adelaide di Löwenstein-Wertheim-Rosenberg, figlia del principe Costantino di Löwenstein-Wertheim-Rosenberg e della principessa Maria Agnese di Hohenlohe-Langenburg.

### Matrimonio
Descritta come una delle donne più belle d'Europa, Maria Teresa sposò, il 23 luglio 1873 a Kleinheubach, l'arciduca Carlo Ludovico d'Austria (1833-1896), figlio di Francesco Carlo d'Asburgo-Lorena e di Sofia di Baviera e fratello minore dell'imperatore Francesco Giuseppe. Lo sposo era di ventidue anni più vecchio di lei, era già due volte vedovo e padre di famiglia.
Orfana di padre dall'età di undici anni, Maria Teresa è descritta come una donna di buon cuore e devota, avendo ricevuto un'educazione cattolica esigente. Appena diciottenne divenne madre di una famiglia numerosa occupandosi dei figli del suo sposo, il maggiore dei quali ha solo otto anni in meno di lei, guadagnandosi il loro affetto e le loro confidenze.
Maria Teresa divenne di fatto la prima donna dell'impero nel 1889, quando l'Imperatrice Elisabetta, dopo il suicidio del suo unico figlio maschio, Rodolfo, si ritirò a vita privata. Da allora Maria Teresa accompagnò spesso il cognato Francesco Giuseppe nelle cerimonie ufficiali o nei ricevimenti di corte, facendo gli onori di casa.

### Vedovanza
Nel 1896 suo marito morì, lasciandola vedova a soli 41 anni. Maria Teresa non per questo si fermò nel suo ruolo di "imperatrice in sostituzione", che divenne formalmente ufficiale quando nel 1898 sua cognata Elisabetta morì. Maria Teresa tenne tale ruolo fino al 1911, quando l'arciduca Carlo, nipote di suo marito e futuro Imperatore, sposò la principessa Zita di Borbone-Parma, che divenne così la nuova prima donna dell'Impero austro-ungarico. Beneficiò della considerazione e della stima del cognato l'imperatore Francesco Giuseppe.
Sostenne il figliastro Francesco Ferdinando allorché, a causa del suo matrimonio morganatico con Sophie Chotek von Chotkowa, corse il rischio di perdere il diritto al trono, mediando fra lui e il sovrano. Dopo l'assassinio di Sarajevo del 1914, Maria Teresa si occupò dei figli della coppia rimasti orfani. In seguito essa accordò il suo sostegno anche al nuovo imperatore Carlo I, nipote di suo marito, che la considerava come una seconda madre. Maria Teresa lo seguì nell'esilio sull'Isola di Madera, fino alla sua morte prematura avvenuta nel 1922. Durante la prima guerra mondiale Maria Teresa aveva prestato servizio come infermiera.
Nel 1929, a seguito di un crollo delle sue finanze, Maria Teresa impegnò due agenti di vendere la collana di diamanti di Napoleone, un pezzo ereditato dal marito, negli Stati Uniti. Dopo una serie di raffazzonati tentativi di vendita, la coppia finalmente vendette la collana per 60 000 dollari con l'aiuto del pronipote di Maria Teresa, l'arciduca Leopoldo d'Austria, principe di Toscana, ma egli ha sostenuto quasi il 90% del prezzo di vendita come "spese ". Maria Teresa si appellò ai tribunali americani, che si traduce nel recupero della collana, la prigionia del suo pronipote e la fuga dei due agenti.

### Morte
Maria Teresa morì il 12 febbraio 1944, a Vienna. Fu sepolta nella Cripta Imperiale.

## Discendenza
L'infanta Maria Teresa e l'arciduca Carlo Ludovico d'Austria ebbero due figlie:
- Maria Annunziata (1876-1961), badessa del Convento Teresiano di Hradschin, a Praga;
- Elisabetta Amalia (1878-1960), sposò il principe Aloisio del Liechtenstein e fu madre del principe Francesco Giuseppe II del Liechtenstein.

## Ascendenza
|                                                                  |                                                          |                                                                | Genitori                                  |  |  | Nonni |  |  | Bisnonni                  |  |  | Trisnonni                 |  |
|                                                                  |                                                          |                                                                |                                           |  |  |       |  |  | Pietro III del Portogallo |  |  | Giovanni V del Portogallo |  |
|                                                                  |                                                          |                                                                |                                           |  |  |       |  |  | Pietro III del Portogallo |  |  | Giovanni V del Portogallo |  |
|                                                                  |                                                          | Maria Anna d'Austria                                           |                                           |  |  |       |  |  | Pietro III del Portogallo |  |  |                           |  |
| Giovanni VI del Portogallo                                       |                                                          |                                                                |                                           |  |  |       |  |  | Pietro III del Portogallo |  |  |                           |  |
|                                                                  |                                                          | Maria I del Portogallo                                         | Giuseppe I del Portogallo                 |  |  |       |  |  |                           |  |  |                           |  |
|                                                                  |                                                          | Maria I del Portogallo                                         | Giuseppe I del Portogallo                 |  |  |       |  |  |                           |  |  |                           |  |
|                                                                  |                                                          | Maria I del Portogallo                                         | Marianna Vittoria di Borbone-Spagna       |  |  |       |  |  |                           |  |  |                           |  |
| Michele del Portogallo                                           |                                                          | Maria I del Portogallo                                         |                                           |  |  |       |  |  |                           |  |  |                           |  |
|                                                                  |                                                          | Carlo IV di Spagna                                             | Carlo III di Spagna                       |  |  |       |  |  |                           |  |  |                           |  |
|                                                                  |                                                          | Carlo IV di Spagna                                             | Carlo III di Spagna                       |  |  |       |  |  |                           |  |  |                           |  |
|                                                                  |                                                          | Carlo IV di Spagna                                             | Maria Amalia di Sassonia                  |  |  |       |  |  |                           |  |  |                           |  |
| Carlotta Gioacchina di Borbone-Spagna                            |                                                          | Carlo IV di Spagna                                             |                                           |  |  |       |  |  |                           |  |  |                           |  |
|                                                                  |                                                          | Maria Luisa di Borbone-Parma                                   | Filippo I di Parma                        |  |  |       |  |  |                           |  |  |                           |  |
|                                                                  |                                                          | Maria Luisa di Borbone-Parma                                   | Filippo I di Parma                        |  |  |       |  |  |                           |  |  |                           |  |
|                                                                  |                                                          | Maria Luisa di Borbone-Parma                                   | Elisabetta di Borbone-Francia             |  |  |       |  |  |                           |  |  |                           |  |
| Maria Teresa di Braganza                                         |                                                          | Maria Luisa di Borbone-Parma                                   |                                           |  |  |       |  |  |                           |  |  |                           |  |
|                                                                  | Carlo Tommaso, Principe di Löwenstein-Wertheim-Rosenberg | Domenico Costantino, Principe di Löwenstein-Wertheim-Rochefort |                                           |  |  |       |  |  |                           |  |  |                           |  |
|                                                                  | Carlo Tommaso, Principe di Löwenstein-Wertheim-Rosenberg | Domenico Costantino, Principe di Löwenstein-Wertheim-Rochefort |                                           |  |  |       |  |  |                           |  |  |                           |  |
|                                                                  | Carlo Tommaso, Principe di Löwenstein-Wertheim-Rosenberg | Maria Leopoldina di Hohenlohe-Bartenstein                      |                                           |  |  |       |  |  |                           |  |  |                           |  |
| Costantino, Principe Ereditario di Löwenstein-Wertheim-Rosenberg | Carlo Tommaso, Principe di Löwenstein-Wertheim-Rosenberg |                                                                |                                           |  |  |       |  |  |                           |  |  |                           |  |
|                                                                  |                                                          | Sofia di Windisch-Grätz                                        | Giuseppe Nicola di Windisch-Grätz         |  |  |       |  |  |                           |  |  |                           |  |
|                                                                  |                                                          | Sofia di Windisch-Grätz                                        | Giuseppe Nicola di Windisch-Grätz         |  |  |       |  |  |                           |  |  |                           |  |
|                                                                  |                                                          | Sofia di Windisch-Grätz                                        | Leopoldina di Arenberg                    |  |  |       |  |  |                           |  |  |                           |  |
| Adelaide di Löwenstein-Wertheim-Rosenberg                        |                                                          | Sofia di Windisch-Grätz                                        |                                           |  |  |       |  |  |                           |  |  |                           |  |
|                                                                  |                                                          | Carlo Ludovico I di Hohenlohe-Langenburg                       | Cristiano Alberto di Hohenlohe-Langenburg |  |  |       |  |  |                           |  |  |                           |  |
|                                                                  |                                                          | Carlo Ludovico I di Hohenlohe-Langenburg                       | Cristiano Alberto di Hohenlohe-Langenburg |  |  |       |  |  |                           |  |  |                           |  |
|                                                                  |                                                          | Carlo Ludovico I di Hohenlohe-Langenburg                       | Carolina di Stolberg-Gedern               |  |  |       |  |  |                           |  |  |                           |  |
| Agnese di Hohenlohe-Langenburg                                   |                                                          | Carlo Ludovico I di Hohenlohe-Langenburg                       |                                           |  |  |       |  |  |                           |  |  |                           |  |
|                                                                  |                                                          | Amalia Enrichetta di Solms-Baruth                              | Giovanni Cristiano II di Solms-Baruth     |  |  |       |  |  |                           |  |  |                           |  |
|                                                                  |                                                          | Amalia Enrichetta di Solms-Baruth                              | Giovanni Cristiano II di Solms-Baruth     |  |  |       |  |  |                           |  |  |                           |  |
|                                                                  |                                                          | Amalia Enrichetta di Solms-Baruth                              | Federica di Reuss-Köstritz                |  |  |       |  |  |                           |  |  |                           |  |
|                                                                  |                                                          | Amalia Enrichetta di Solms-Baruth                              |                                           |  |  |       |  |  |                           |  |  |                           |  |